# 楊元杲
楊元杲（？—1375年），滁州（今安徽凤阳）人，明朝初期政治人物。
其家族为儒家世家，与阮弘道跟随朱元璋渡江，任行省左右司員外郎。后在金华负责军中后勤工作，其做事儒雅，善于文学，表达特体。之后任應天府知府，后死于任上。其有一子楊賁，博闻强识，后授大名知縣，官至周府紀善。